# Lycée Fénelon (Cambrai)
 (mars 2009).
Si vous disposez d'ouvrages ou d'articles de référence ou si vous connaissez des sites web de qualité traitant du thème abordé ici, merci de compléter l'article en donnant les références utiles à sa vérifiabilité et en les liant à la section « Notes et références ».
Pour les articles homonymes, voir Lycée Fénelon.
Le lycée Fénelon se trouve place Fénelon à Cambrai.

## Historique
Le lycée Fénelon existait déjà avant le XXe siècle mais se trouvait rue Gambetta. Vers 1907, il déménagea dans l'ancien pensionnat des Bernardines à son actuel emplacement, et fut inauguré en 1911. Il fut incendié le 9 octobre 1918 lors de la libération de Cambrai. Durant la Seconde Guerre mondiale, un des bâtiments (Bat. G) qui ne faisait pas encore partie du complexe hébergea la mairie de Cambrai, l'Hôtel de ville étant occupé par la Kommandantur. Ce bâtiment était une maison assez luxueuse (Hôtel de Martinprey) de la fin du XIXe siècle qui abrita ensuite la sécurité sociale avant de devenir une annexe de l'antenne universitaire puis le lycée Fénelon. Il semblerait que le lieu renfermait dans son sous-sol aussi la crypte des chanoines de la cathédrale voisine. Les voutes effondrées auraient été visibles après les désastres de  la révolution.
En 1954, la sécurité sociale, l'actuel bâtiment G allait subir un agrandissement et subit donc quelques travaux qui mirent au jour les fondations du transept sud de l'ancienne cathédrale de Cambrai et la découverte de quelques éléments d'architecture (colonnettes, futs de colonnes...)
Le lycée et le collège sont bâtis sur l'emplacement de l'archevêché de Cambrai, du parvis et du clocher de l'ancienne cathédrale, détruits lors de la révolution de 1789.
Lors de la construction du gymnase en 1999, le sol a été décaissé de six mètres, révélant de nombreuses informations archéologiques datant du IVe siècle jusqu'au Moyen Âge. 
Les différentes découvertes par ordre chronologique (de bas en haut pour la stratigraphie) :
- base de muraille du castrum (bourgade antique nommée Camaracum) ;
- différentes couches d'habitats espacés par des couches de remblai. Elles sont souvent faites en matériaux récupérés sur d'antiques monuments comme deux fûts de colonne utilisés comme plots de fondation, et en bois (négatifs de planchers et trous de poteaux de l'époque carolingienne) ;
- bâtiments de l'ancien archevêché qui entourait le clocher de la cathédrale.

Plusieurs objets de mobilier y ont ainsi été découverts :
- monnaies de plusieurs époques,
- poteries,
- tuiles, fragments d'enduits peints,
- aiguilles et lissoir en os,
- tête de cheval en bronze,
- clé de bronze encore fichée dans sa serrure
- deux fibules.

## Classement du Lycée
En 2015, le lycée se classe 53e sur 99 au niveau départemental quant à la qualité d'enseignement, et 1112e au niveau national. Le classement s'établit sur trois critères : le taux de réussite au bac, la proportion d'élèves de première qui obtient le baccalauréat en ayant fait les deux dernières années de leur scolarité dans l'établissement, et la valeur ajoutée (calculée à partir de l'origine sociale des élèves, de leur âge et de leurs résultats au diplôme national du brevet).

## Origine du nom
Le lycée porte le nom d'un des plus célèbres archevêques de Cambrai : François de Salignac de La Mothe-Fénelon (né en 1651 au château de Sainte Mondane (Périgord), décédé à Cambrai en Janvier 1715). Il devint archevêque de la ville en 1695, à la suite de sa disgrâce par la Cour du Roi Louis XIV. Il est aussi l'auteur du roman didactique Les Aventures de Télémaque (une salle polyvalente porte le nom de Télémaque).
Plusieurs rues autour du lycée font référence à l'histoire de la ville
- Rue Van Der Burch : ancien archevêque de Cambrai (XVIIe siècle).
- Rue du temple : fait référence a la maison d'Ellebaud le Rouge(XIVe siècle), fondateur de l’hôpital Saint Julien (actuel théâtre). Cette belle maison à la façade gothique et flanquée de 2 tourelles fut nommée "Temple" à cause de cet aspect. Une partie de mur d'une des tourelles est visible sous le porche de l'une des maisons de la rue du Temple (n°7?)
- Place Jean-Moulin (Sainte Croix) : fait référence à l'église Sainte Croix, détruite à la Révolution. La place est sa seule empreinte puisque l'église faisait face à l’hôpital Saint-Julien. Après quelques déménagements, cette très ancienne institution ne fut dissoute que dans les années 1950.
- Place Verte : ancienne place entourée d'arbre, un théâtre fut bâti à son emplacement au XIXe siècle, démoli dans les années 1950, il fut remplacé par la résidence Fénelon. Une plaque porte toujours le nom de la place.
- Place Fénelon : cette place est l'empreinte de l'ancienne Cathédrale de Cambrai. Les fondations sont à 1-2 m sous le sol. La croisée des transepts devait être située au coin Sud Est du square et le clocher était environ dans la cour du collège Fénelon, deux travées de nef se trouvant entre les deux porches du collège).

## Bâtiments
Le lycée est composé de 7 bâtiments :
- Bâtiment A : rez-de-chaussée = Infirmerie, salles de cours ; 1er étage = CDI, salles informatiques ; 2e étage = Salles de cours.
- Bâtiment D : rez-de-chaussée = Services administratifs du lycée et Intendance, salle des professeurs ; 1er étage = Permanence, Bureau des assistants d'éducation et des CPE ; 2e étage = Salles de cours.
- Bâtiment E : sous sol = Salles de SVT et laboratoires ; rez-de-chaussée, 1er et 2e étages = Salles de cours.
- Bâtiment Scientifique/Gymnase : 1er étage = 8 laboratoires de Physique-chimie dont un d'ExAO ; sous ces salles de classe se trouve le gymnase composé d'un mur d'escalade, d'une mezzanine servant aux activités de tennis de table.
- Bâtiment G : rez-de-chaussée, 1er et 2e étage = Salles de cours, souvent les STMG et BTS)
- Réfectoire : Sous la cour, couronné d'une verrière pyramidale à 12 faces. Pour y accéder, il faut descendre les escaliers du bâtiment E ou du bâtiment A.

Le lycée possède un internat de filles situé au dernier étage des bâtiments A et D. Il peut accueillir 56 internes.

## Classes
Le lycée accueille aujourd'hui environ 1 200 élèves, de la Seconde à la Terminale, et 3 CPE s'occupent chacun d'un niveau d'étude.
Le lycée propose quatre filières : L, ES, S (SVT/SI) et STMG (GF/RHC), ainsi que différentes options : Latin, LV3 Italien, Section européenne Anglais (Histoire-géographie/Physique-chimie), Arts plastiques. En Seconde, différents modules sont possibles : Sciences économiques et sociales, Littérature et société, Sciences et laboratoire, Arts visuels, Méthodes et pratiques scientifiques, Sciences de l'ingénieur.
Le lycée est partenaire de l'association Action contre la faim, et organise chaque année la course contre la faim.